# Annotto Bay
Annotto Bay – miasto na Jamajce wchodzące w skład regionu Saint Mary. Według spisu ludności z 1991 roku miasto zamieszkiwało 5 468 osób. Według szacowanych danych na rok 2010 w miejscowości mieszka 5 504 osoby.